# Lee Jae-eun
Lee Jae-eun (* 13. März 1988 in Jeonju, Jeollabuk-do) ist eine südkoreanische Nachrichtensprecherin der Sendung MBC Newsdesk.

## Werdegang
Lee studierte von 2007 bis 2013 an der an den Fakultäten für Medienkommunikation und Rundfunkgestaltung der Ewha Womans University. Im Januar 2012 begann sie für MBC als Moderatorin kleinerer Sendungen zu arbeiten. 2018 war Lee Werbebotschafterin der Olympischen Winterspiele, die in Pyeongchang stattfanden. Am 16. Juli 2018 wurde sie zur Moderatorin der Nachrichtensendung MBC Newsdesk, wo sie wochentags um 19:30 Uhr an der Seite von Wang Jong-myung auftritt.
Am 3. Februar 2021 beendete sie als erste koreanische Nachrichtenmoderatorin ihre Sendung in Gebärdensprache, um den an diesem Tag zum ersten Mal begangenen Tag der Koreanischen Gebärdensprache zu würdigen.
Auf Youtube betreibt Lee unter dem Namen Jann 잰 seit Januar 2021 einen eigenen Vlog-Kanal.